# سوین‌شید، بدفوردشر
سوین‌شید (به انگلیسی: Swineshead) یک روستا و محله مدنی در بریتانیا است که در Bedford واقع شده‌است. سوین‌شید ۱۲۲ نفر جمعیت دارد.